# A990 road
Die A990 road ist eine A-Straße in Schottland.

## Verlauf
Sie beginnt als Abzweigung von der A942 im Zentrum von Buckie in der Council Area Moray. Als Baron Street folgt sie der Küstenlinie des Moray Firth nach Osten und quert die Mündung des Burn of Buckie. Sie erreicht damit den Küstenort Buckpool und führt als Main Street entlang der ehemaligen Hafenanlagen. Schließlich erreicht die A990 das rund zwei Kilometer entfernte Portgordon, dessen Zentrum sie als Gordon Street und High Street durchquert. Am Westrand der Ortschaft knickt die A990 nach Süden ab und folgt dieser Richtung für zwei Kilometer um nahe dem Weiler Broadley in die A98 einzumünden. Sie schließt mit einer Gesamtlänge von 5,9 km die genannten Küstenorte am Moray Firth an das Fernstraßennetz an.